# أرون هيرنانديز
آرون جوزيف هيرنانديز (بالإنجليزية: Aaron Josef Hernandez) هو لاعب كرة قدم أمريكية أمريكي، ولد في 6 نوفمبر 1989 في بريستول في الولايات المتحدة، وتوفي في 19 أبريل 2017 في لانكاستر في الولايات المتحدة بسبب شنق.

## وقت مبكر من الحياة
وُلِد هيرنانديز في بريستول، كونيتيكت، في 6 نوفمبر 1989. والديه هما دينيس هيرنانديز، من أصل بورتوريكي، وتيري فالنتين هيرنانديز، من أصل إيطالي. تزوج الأبوان في عام 1986، وكانا يعانيان من خلافات متعلقة بالمنزل، وكان لديهما تاريخ إجرامي.
كان والده دينيس يضغط على ابنه ليتفوق وكان كثيرًا ما يسيء معاملة آرون ووالدته، وخاصة تحت تأثير المخدرات والكحول. ذات مرة وصل آرون إلى المدرسة وكان الجلد حول عينه متغير اللون، وكان مدربه يعتقد أن الإصابة نتجت عن مهاجمة والده له. في إحدى المرات، قام دينيس بضرب مدرب آرون بسبب خلاف حول أساليب التدريب.
في يناير 2006، توفي دينيس بعد مضاعفات ناجمة عن جراحة الفتق. وبعد ذلك، انفصل آرون عن والدته وقرر العيش مع تانيا سينجلتون، ابنة عمه الأكبر. لم يتمكن هيرنانديز من التغلب على وفاة والده وأصبح متورطًا بشكل أكبر في الأنشطة الإجرامية. ومع ذلك، بدأ آرون يواجه صعوبات في المدرسة، وانضم إلى فريق كرة القدم عندما وصل إلى المدرسة الثانوية.
في المدرسة الثانوية، تفوق هيرنانديز في كرة القدم وكرة السلة وألعاب القوى. خلال إحدى المباريات، تعرض هيرنانديز لضربة قوية على الجانب الأعمى من الملعب، مما أدى إلى سقوطه على الأرض، وتم نقله إلى سيارة إسعاف. وفي نفس الوقت تقريبًا، بدأ هيرنانديز في استخدام الماريجوانا لمساعدته على التعامل مع إساءة والده ووفاته.

## كلية
وبعد وقت قصير من عيد ميلاده السابع عشر، اقترب منه أوربان ماير، المدرب الرئيسي لفريق كرة القدم بجامعة فلوريدا. كان هيرنانديز يفكر في البداية في الالتزام بجامعة كونيتيكت، ولكن بعد إقناع ماير، غير هيرنانديز رأيه وقرر الالتزام بجامعة فلوريدا بدلاً من ذلك. ولكي يتمكن من القيام بذلك، كان على هيرنانديز التخرج مبكرًا بفصل دراسي واحد، بموافقة مدير المدرسة. انتقل هيرنانديز وعائلته إلى فلوريدا ليكونوا قريبين من الجامعة، ولكن لأن هيرنانديز لم يحصل على الدرجات الكافية في بعض المواد في المدرسة الثانوية، فقد أخذ دورات تقوية في كلية سانتا في المجتمعية.
في عام 2007، كان هيرنانديز طالبًا جديدًا، ولعب ثلاث مباريات مع فريق فلوريدا جيتورز لكرة القدم. في بداية سنته الثانية، تم استدعاؤه بسبب فشله في اختبار المخدرات، وتم إلغاء نشاطه لاحقًا في المباراة الافتتاحية للموسم. بدأ أحد عشر مباراة كطالب في السنة الثانية، وحصل على المزيد من الاستقبالات والمسافات بدعم من لاعب الوسط تيم تيبو. كان هيرنانديز هو المستقبل الرائد خلال مباراة البطولة الوطنية ضد أوكلاهوما، حيث قاد فلوريدا إلى الفوز 24-14.
خلال سنته الجامعية الأولى في عام 2009، تم تصنيف هيرنانديز كأحد أفضل لاعبي الوسط الضيقين في الكلية الذين سيدخلون قريبًا دوري كرة القدم الوطني. خلال مباراته الأخيرة في الكلية، بعد أن سجل هدفًا، ألقى هيرنانديز كرة القدم على الجمهور، مما أدى إلى ركلة جزاء غير رياضية. واعترف هيرنانديز بأنه كان تحت تأثير الماريجوانا قبل وبعد المباريات. علم ماير بما فعله هيرنانديز وكان ينوي طرده من الفريق، لكنه تراجع عن القرار بعد استئناف قدمه تيبوا. بعد انتهاء سنته الأولى، أعلن هيرنانديز أنه سيدخل في مسودة الدوري الوطني لكرة القدم 2010.

## الدوري الوطني لكرة القدم

### المسودة
تمت دعوة هيرنانديز إلى اجتماع الاستكشاف، لكنه لم يتمكن من المشاركة بسبب تمزق عضلة في ظهره بعد آخر مباراة له في الكلية. لقد شارك في تدريبات اليوم الاحترافي في فلوريدا للتعويض عما فاته في التدريب المشترك. وقال محللون إن شخصية هيرنانديز خارج كرة القدم، وخاصة بسبب تعاطيه الماريجوانا، تسببت في انخفاض أسهمه في الاختيار.
اختار فريق نيو إنجلاند باتريوتس هيرنانديز في الجولة الرابعة، وهو رقم مائة وثلاثة عشر في مسودة عام 2010. اختار باتريوتس أيضًا نهاية ضيقة أخرى قبل هيرنانديز، وهي روب جرونكوفسكي. كان هيرنانديز هو اللاعب السادس الذي تم اختياره في مسودة العام.

### نيو انغلاند باتريوتس

#### 2010
في 8 يونيو 2010، وقع هيرنانديز عقدًا مبتدئًا مع الباتريوتس، لمدة أربع سنوات بقيمة 2.37 مليون دولار مع مكافأة توقيع قدرها 200 ألف دولار. فاز هيرنانديز بوظيفة لاعب خط الوسط الأساسي، وكذلك زميله المبتدئ روب جرونكوفسكي، وهو ما ينبئ بواحدة من أفضل الثنائيات في مركز خط الوسط في تاريخ الدوري. بفضل قدرته على استقبال الكرات وصد المدافعين المنافسين، كان هيرنانديز أصغر لاعب في الدوري بعمر 20 عاماً فقط.
كانت أول مباراة له في الموسم العادي مع فريق سينسيناتي بنغالز بمثابة الخصم، حيث حصل هيرنانديز على تمريرة واحدة لمسافة 45 ياردة. في الأسبوع التالي، وفي مواجهة منافسه في القسم نيويورك جيتس، نجح هيرنانديز في تحقيق ستة تمريرات لمسافة 101 ياردة، على الرغم من خسارة الباتريوتس للمباراة بنتيجة 14-28. خلال الأسبوع الثالث، حيث واجه الباتريوتس فريق بوفالو بيلز، كان هيرنانديز هو المتلقي الرائد حيث أنهى المباراة برصيد 65 ياردة استقبال خلال الفوز 38-30. غاب هيرنانديز عن المباراتين المتبقيتين من الموسم بسبب إصابة في الورك. أنهى عامه المبتدئ بـ 45 حفل استقبال لـ 563 ياردة وستة هبوط في 14 مباراة.

## وصلات خارجية
- أرون هيرنانديز على موقع إي إس بي إن.كوم (أن.أف.أل)3
- أرون هيرنانديز على موقع مرجع كرة القدم المحترفة.كوم (الإنجليزية)
- أرون هيرنانديز على موقع IMDb (الإنجليزية)